# ماريو كيندلين
ماريو كيندلين مواليد 10 أغسطس 1971 في هولغوين، هولغوين، كوبا، هو ملاكم كوبي يصنف ضمن فئة الوزن الخفيف. شارك في دورة الألعاب الأولمبية الصيفية.

## الميداليات
| الميدالية | المسابقة                       |
| --------- | ------------------------------ |
| ذهبية     | الألعاب الأولمبية الصيفية 2000 |
| ذهبية     | الألعاب الأولمبية الصيفية 2004 |
| ذهبية     | دورة الألعاب الأمريكية 1999    |
| ذهبية     | دورة الألعاب الأمريكية 2003    |

## روابط خارجية
- ماريو كيندلين على موقع أوليمبيديا (الإنجليزية)